# Monte Porzio
Monte Porzio är en ort och kommun i provinsen Pesaro e Urbino i regionen Marche i Italien. Kommunen hade 2 835 invånare (2018).